# Nemi (fumetto)
Nemi è una striscia a fumetti norvegese scritta e disegnata da Lise Myhre. Ha debuttato nel 1997 con il titolo Den svarte siden ed è pubblicato quotidianamente su varie testate internazionali.

## Storia editoriale

La cartoonist Lise Myhre, creatrice di Nemi.

Inizialmente la serie si intitolava Den svarte siden ("Il lato oscuro" o "La pagina nera") ed era caratterizzata da toni molto cupi, trattando temi strettamente legati alla cultura goth; nel corso degli anni i toni si sono alleggeriti e le tematiche divenute più frivole, benché spesso vengano comunque trattati argomenti più seri.
La serie è stata poi ribattezzata Nemi dal nome della sua protagonista, Nemi Montoya, concentrandosi sui modi fantasiosi e stralunati attraverso cui questa ragazza di Oslo, idealista, curiosa, schietta, dallo spiccato umorismo e dalla grande immaginazione, rilegge il mondo e gli eventi che la circondano, combattendo contro la sua pigrizia e la sua golosità, e mostrandosi perplessa di fronte alle tante ipocrisie e falsità della società degli adulti.

## Personaggi
La protagonista è Nemi Montoya, una «goth dura e pura» di venticinque anni, dalla carnagione pallida e dai capelli corvini, sempre vestita in abiti neri in ossequio alla sua anima dark. È infatti una persona molto diversa dal mondo che la circonda: pacifista, femminista, animalista e vegana, ma con una passione sfrenata per il cioccolato e la Coca-Cola, ama tutto ciò che è assimilabile alla cultura nerd; dai fumetti alla musica heavy metal (Alice Cooper su tutti), dalla letteratura al cinema fantasy (fanatica dei draghi e della saga del Signore degli Anelli).
Nemi convive con la sua migliore amica, Cyan, così chiamata per i suoi caratteristici capelli ciano, e che rappresenta un po' la sua coscienza. A far loro compagnia inizialmente c'è anche Leo, fidanzato di Cyan; quando i due si lasciano subentra Grim, fidanzato di Nemi, il quale agisce anche lui da coscienza della protagonista, amandola ma cercando con costanza di placare e calmare le sue iniziative più istintive e giocose. Come Nemi, anche Grim ha una personalità complessa e per niente superficiale ma, al contrario della sua ragazza, è pacato, affidabile, riflessivo e cauto.